# Diaphanogryllacris macroxiphus
Diaphanogryllacris macroxiphus är en insektsart som först beskrevs av Morgan Hebard 1922.  Diaphanogryllacris macroxiphus ingår i släktet Diaphanogryllacris och familjen Gryllacrididae. Inga underarter finns listade i Catalogue of Life.